# Weiherbach (Schmiech)
Der Weiherbach ist ein kleiner Fluss im Stadtgebiet von Ehingen (Donau) im baden-württembergischen Alb-Donau-Kreis. Nach etwa über 8 km langem, etwa östlichem Lauf mündet er im zentralen Ehingen von rechts in die untere Schmiech, die bald danach in die Donau einfließt.

## Geographie

### Verlauf
Der Weiherbach entspringt auf etwa 596 m ü. NHN im Dorf Kirchen von Ehingen. Er fließt zunächst südsüdostwärts durch das Dorf und wendet sich nach diesem an der K 7414 Lauterach–Ehingen auf künftig meist östlichen bis ostnordöstlichen Lauf, der sich nie sehr weit von dieser Kreisstraße entfernt.
Im Folgenden fließt er durchs teils recht weite  Kirchener Tal, passiert darin den Weiler Schlechtenfeld und wechselt, nachdem er die Waldenge zwischen dem Fischhau links und dem Kohlberg rechts passiert hat, aus der Kirchener in die zentrale Stadtgemarkung von Ehingen über. Dort fließt er am Einzelhof Steinhoflehen vorbei und tritt dann bald in die geschlossene Bebauung der Stadt ein.
In der Kleingartenanlage Weiherwiesen wendet er sich nach rechts auf zuletzt südsüdöstlichen Lauf. Zwischen der Muckenmühle oberhalb und der Steigmühle unterhalb mündet er schließlich auf unter 500 m ü. NHN von rechts in die untere Schmiech.

### Zuflüsse und Seen
Hierarchische Liste der Zuflüsse und Seen, jeweils von der Quelle zur Mündung.
- Stettener Wassergraben, von rechts und Südosten vor Ehingen-Schlechtenfeld, 2,3 km
- Pfaffentalgraben, von links und Nordwesten, ca. 1,7 km. Endet meist schon vor dem Weiherbach, danach ein etwa 0,7 km langer Trockentalabschnitt.
  - Deppenhausener Wassergraben, von links und Südsüdosten, 0,9 km
- Mühlener Bach, von links und Nordnordwesten am Ortsrand von Schlechtenfeld, 2,2 km
- Schlechtenfelder Weiher, gleich nach dem vorigen rechts gegenüber von Schlechtenfeld in etwa hundert Meter Abstand vom Lauf, etwas über 0,1 ha. Mit kurzem Abfluss zum Weiherbach.